# Кривець Олександр Єлісейович
Олександр Єлисейович Кривець (13 вересня 1919, Піски — 27 січня 1992, Київ) — радянський партизан, господарник. Депутат Верховної Ради УРСР 2-го скликання. 
Автор книги спогадів «Багряними стежками», в якій він значно перебільшив досягнення свого партизанського загону, спотворив деякі факти.
Герой Радянського Союзу (4.01.1944), Президія Верховної Ради СРСР Указом від 28 лютого 1980 року анулювала Укази про присвоєння Кривцю звання Героя і нагородження орденом Богдана Хмельницького як незаслужено представленого до цих високих нагород. 4 грудня 1990 року Сокольницький районний нарсуд Москви визнав публікацію «Літературки» недостовірною, 16 липня 1991 року був відновлений і у званні Героя Радянського Союзу.

## Біографія
Народився 13 вересня 1919 року в селі Пісках (нині Ніжинського району Чернігівської області) в родині селянина. Українець. У 1940 році закінчив Білоцерківський сільськогосподарський інститут. Працював агрономом в місті Джамбулі (Казахська РСР).
У 1940–1941 роках навчався в Московському військово-авіаційному училищі, яке закінчив з відзнакою в 1941 році. Отримавши спеціальність авіаційного техніка і звання сержанта, був направлений в 254-й авіаційний полк 36-ї авіаційної дивізії, на посаду техніка ескадрильї з експлуатації аеронавігаційного обладнання бойових літаків. У серпні 1941 року отримав звання техніка-лейтенанта. Згодом полк потрапив у велике київське оточення. Спроби вийти з оточення не увінчалися успіхом і в листопаді 1941 року О. Є. Кривець пробився в село Піски, де в грудні 1941 року була створена антинацистська підпільна організація в кількості 35 чоловік, керівником якої став І. А. Головко, а заступником керівника О. Є. Кривець. До березня 1942 року була закінчена робота по збору зброї, боєприпасів, зв'язкових, явочних квартир. У листопаді 1942 року загін отримав назву імені Щорса. На загальних зборах командиром загону був обраний О. Є. Кривець, комісаром і начальником штабу І. Головко та І. Сидоренко. Загін діяв на території Київської, Чернігівської, та Полтавській областей. До жовтня 1943 року партизанами було знищено близько 200 солдатів і офіцерів, десятки танків і вантажівок, пущено під укіс понад 20 ворожих військових ешелонів, здійснений ряд нальотів на німецькі комендатури і районні управи.
Указом Президії Верховної Ради СРСР від 4 січня 1944 року за вміле керівництво партизанським загоном, Олександру Єлисейовичу Кривцю присвоєно звання Героя Радянського Союзу з врученням ордена Леніна і медалі «Золота Зірка» (№ 2885).
Член ВКП (б) з липня 1945 року.
З 1947 року капітан О. Є. Кривець — у запасі.
Жив у Києві. Обіймав низку керівних посад, в тому числі був директором Городище-Пустоварського цукрового комбінату Київської області, керуючим Київського бурякцукортресту.
У 1972 році в Києві вийшла книга спогадів Олександра Кривця «Багряними стежками», в якій він значно перебільшив досягнення свого партизанського загону, спотворив деякі факти. В кінці 1970-х Комітетом партійного контролю при ЦК КПРС розпочалася перевірка діяльності Олександра Кривця під час війни. За попередніми підсумками перевірки журналіст Аркадій Сахнін опублікував 10 жовтня 1979 року в «Літературній газеті» статтю під назвою «Правда про героїзм і підлості», в якій діяльність Кривця виглядала далеко не такою героїчною, як він підносив до тих пір.
За результатами перевірки Комісія партконтролю при ЦК КПРС в 1980 року виключила О. Є. Кривця з партії. Йому було висунуто такі звинувачення: обман, навмисне спотворення своїх біографічних даних при вступі в КПРС, привласнення неіснуючих подвигів і перебільшення своїх заслуг під час війни.
Після висновку Президія Верховної Ради СРСР Указом від 28 лютого 1980 року анулювала Укази про присвоєння Кривцю звання Героя і нагородження орденом Богдана Хмельницького як незаслужено представленого до цих високих нагород. Був він знятий і з відповідальної роботи і відправлений на пенсію.
Через десять років, 4 грудня 1990 року Сокольницький районний нарсуд Москви визнав публікацію «Літературки» недостовірною. Олександр Кривець був відновлений у партії. 16 липня 1991 року був відновлений і у званні Героя Радянського Союзу.
Альтернативну версію діяльності Олександра Кривця подає Павлина Березовська — українська журналістка, колишня учасниця підпілля на Чернігівщині в час Німецько-радянської війни, співавторка книжки «Двічі страчені-вічно живі»

Могила Олександра Кривця

Помер 27 січня 1992 року. Похований в Києві на Байковому кладовищі (ділянка № 52).

## Нагороди
- Золота Зірка Героя Радянського Союзу (4.01.1944)
- Орден Леніна (4.01.1944)
- Орден Богдана Хмельницького 1-го ступеня (2.05.1945)
- три ордени «Знак Пошани» (1958, 1966, 1973)
- Орден Жовтневої Революції (1971)
- Почесна грамота Президії Верховної Ради УРСР (1969)
- Медаль «Партизанові Вітчизняної війни» 1-го ступеня (1944)
- медаль «За перемогу над Німеччиною у Великій Вітчизняній війні 1941—1945 років» (1945)
- медаль «За доблесну працю у Великій Вітчизняній війні 1941—1945 років» (1946)
- медаль «За оборону Києва» (1964)
- медаль «20 років Перемоги у Великій Вітчизняній війні» (1965)
- медаль «50 років Збройних Сил СРСР» (1968)
- медаль «На честь 100-річчя з дня народження Володимира Ілліча Леніна» (1970)
- медаль «30 років Перемоги у Великій Вітчизняній війні 1941—1945 років» (1975)
- двічі Срібна медаль ВДНГ СРСР (1967, 1970)
- Золота медаль ВДНГ СРСР (1974)
- двічі знак «Відмінник соціалістичного змагання» (1973, 1975)
- Знак «Ударник 9-ї п'ятирічки» (1975)